# Soucirac
Soucirac is een gemeente in het Franse departement Lot (regio Occitanie) en telt 103 inwoners (2009). De plaats maakt deel uit van het arrondissement Gourdon.

## Geografie
De oppervlakte van Soucirac bedraagt 11,4 km², de bevolkingsdichtheid is dus 9 inwoners per km².
De onderstaande kaart toont de ligging van Soucirac met de belangrijkste infrastructuur en aangrenzende gemeenten.

## Demografie
Onderstaande figuur toont het verloop van het inwonertal (bron: INSEE-tellingen).